# Epipolaeum banksiae
Epipolaeum banksiae är en svampart som först beskrevs av Sacc. & Bizz., och fick sitt nu gällande namn av Arx 1962. Epipolaeum banksiae ingår i släktet Epipolaeum och familjen Pseudoperisporiaceae.   Inga underarter finns listade i Catalogue of Life.